# Gorgone integrans
Gorgone integrans är en fjärilsart som beskrevs av Walker 1858. Gorgone integrans ingår i släktet Gorgone och familjen nattflyn. Inga underarter finns listade i Catalogue of Life.